# Ramona Young
Pour les articles homonymes, voir Young.
Ramona Young, née le 8 août 1998 à Los Angeles (Californie), est une actrice américaine. Elle est connue pour ses rôles récurrents dans les séries télévisées Z Nation, Santa Clarita Diet, Legends of Tomorrow et Mes premières fois.

## Biographie

### Jeunesse
Ramona a étudié par intermittence entre Hong Kong (dont ses parents sont originaires) et les États-Unis jusqu'à l'âge de huit ans. Young a obtenu son diplôme de manière précoce à l'Université d'État de Californie à Los Angeles et a étudié le théâtre au Playhouse West. À propos de sa famille, Young a déclaré : « Je n'ai pas de famille dans le milieu. Mon grand-père est médecin oriental. Ma grand-mère vendait des vêtements sur le trottoir. Ma mère est dans la marine. Mon père est psychologue et professeur ».

### Carrière
L'un des premiers rôles crédités de Young fut une apparition dans un épisode de 2014 de la sitcom éphémère Super Fun Night d'ABC. En 2015, elle a écrit, produit et joué dans un court métrage intitulé Reflections. Elle a également réalisé et assuré diverses autres tâches de production sur un autre court métrage, Live Exit Here, pour lequel elle a également joué, écrit et produit. En 2016, Young a commencé à incarner Kaya, une femme inuite, lors de la troisième saison de Z Nation sur Syfy, devenant plus tard un membre principal du casting. Elle avait initialement auditionné pour le rôle de Sun Mei. La même année, Young a décroché un autre rôle récurrent, celui d'Allison, une adolescente lesbienne, dans la deuxième saison de The Real O'Neals sur ABC. En janvier 2017, Young a rejoint le casting de Man Seeking Woman sur FXX dans le rôle récurrent de Robin pour la troisième saison. Le mois suivant, Young a joué dans la série Netflix, Santa Clarita Diet où elle a incarné une vendeuse impassible pendant les trois saisons. En 2017, elle a également été choisie pour un rôle récurrent dans le pilote de la comédie Thin Ice. Le projet a ensuite été abandonné. Young a incarné Angelica dans la comédie Contrôle parental en 2018. En juillet 2018, il a été annoncé que Young avait rejoint le casting principal de la série Arrowverse de The CW, Legends of Tomorrow, dans le rôle de Mona Wu pour la quatrième saison de la série. En 2020, il a été révélé que Young avait rejoint le casting de la série Netflix de Mindy Kaling, Mes premières fois. En 2025, Young a prêté sa voix au Dr Annabelle dans Super Duper Bunny League.

## Filmographie

### Cinéma
Longs métrages
- 2015 : Twelve de Nicholas Acosta, Laura Azevedo et Kim Beavers : Missy Tollegs
- 2016 : The Thinning de Michael J. Gallagher : Adele
- 2018 : Contrôle parental (Blockers) de Kay Canon : Angelica
- 2018 : All About Nina de Eva Vives : Mika
- 2020 : Unpregnant de Rachel Lee Goldenberg : Emily[4]
- 2022 : Wendell and Wild de Henry Selick : Sweetie (voix)
- 2022 : The Prank de Maureen Bharoocha : Mei Tanner
- 2023 : Ruby, l'ado Kraken (Ruby Gillman, Teenage Kraken) de Kirk DeMicco et Faryn Pearl : Bliss (voix)
- 2024 : Half Baked : Totally High de Michael Tiddes : Cori
- 2025 : Vous êtes cordialement invités (You're Cordially Invited) de Nicholas Stoller : Kelly

Cours métrages
- 2010 : Specter de Walter E. Martinez : Eve
- 2015 : Live Exit Here d'elle même (scénariste et productrice exécutive)
- 2015 : Reflections de Graham Lee : Florence Ming (co scénariste et co productrice)
- 2015 : Wanderers de Graham Lee : Catalina
- 2016 : Star-Crossed de Dante Graves : Dipper (scénariste)
- 2016 : Subversion de Noëlle Cope : Brit Jones
- 2016 : Set Life de Oliver Mack Calhoun : Paula
- 2017 : Amuse'd de Jessie Lynn Her : Ramona
- 2017 : Date Night de Roxy Winiarczyk : Ava/Candice/Kaylee
- 2018 : Bottomland de Christopher de las Alas : Marilyn (scénariste et productrice)
- 2020 : Circus Person de Britt Lower : Little J
- 2020 : Uprising de Ben Hansford : Rhonda

### Télévision
Séries télévisées
- 2012 : This Indie Thing de Steve Royall : Fan malpolie de Kevin (1 épisode)
- 2014 : Super Fun Night de Rebel Wilson : Fille Geek #2 (1 épisode)
- 2016 - 2017 : The Real O'Neals de Casey Johnson, Joshua Sternin et Jennifer Ventimilia : Allison (6 épisodes)
- 2016 - 2018 : Z Nation de Craig Engler de Karl Schaefer : Kaya (16 épisodes)
- 2017 : Man Seeking Woman de Simon Rich : Robin (4 épisodes)
- 2017 : Review de Jeffrey Blitz, Andy Daly et Charlie Siskel : Bo (1 épisode)
- 2017 : Flip The Script de Ally Iseman : The Grip (1 épisode)
- 2017 - 2018 : Santa Clarita Diet de Victor Fresco : Ramona (6 épisodes)
- 2018 - 2020 : Legends of Tomorrow de Greg Berlanti, Marc Guggenheim et Phil Klemmer : Mona Wu (17 épisodes)[5]
- 2020 - 2023 : Mes premières fois de Lang Fisher et Mindy Kaling : Eleanor Wong (40 épisodes)
- 2023 : Gremlins : Secrets of the Mogwai de Tze Chun : l'esprit du renard (voix - 2 épisodes)
- 2023 : Strange Planet de Dan Harmon et Nathan Pyle : fauteur de trouble/crush (voix - 1 épisode)
- 2025 : Super Duper Bunny League de Johnny Belt et Robert Scull : Dr Annabelle/ citoyenne (voix - 6 épisodes)
- 2025 : The Paper de Greg Daniels et Michael Koman

Téléfilms
- 2017 : Thin Ice de James Ponsoldt : Isis

Vidéos youtube
- 2016 : If Your BFFs Breakup Were a Music Video : Rachel

### Jeux vidéo
- 2018 : Red Dead Redemption II : population locale (voix)

### Podcasts
- 2022 : In the Ring with Daisy King : Daisy King (8 épisodes)